# Николи
Николи је такође село на острву Лефкада
Николи (ニコリ, nikori) Co., Ltd. је Јапански издавач који је специјализиран за игрице и посебно логичке слагалице. Николи је такође надимак за тромесечни магазин (чије је пуно име Puzzle Communication Nikoli) створен од стране компаније из Токија. Николи је занована 1980 и постао истакнут широм света са популарношћу Судокуа.
Име "Николи" долази од тркачког коња који је победио на Irish 2,000 Guineas 1980; председник Николија, Maki Kaji, је волео трке коња и клађење.
Никољани дају почаст великој библиотеци "културе независних" слагалици. Пример језика/културно-зависног жанра слагалици би била укрштеница, која је заснована на специфичном језичком алфабету. Из овог разлога Никољанске слагалице су често чисто логичке, и често нумеричке.
Никољански Судоку, најпопуларнији логички проблем у Јапану, је популаризован у свету Енглеског језика 2005е, међутим је оригинално Америчка слагалица, јер Dell Magazinи су створили и развијали је годинама.
Магазин је измислио неколико жанрова слагалици, и увео неколико нових игара у Јапан.

## Николи слагалице
Неке од популарних Николи путли, заједно са јапанским именима; термини у заградама су на Енглеском објављени.
- Bag バッグ (Corral)
- Connect the dots 点つなぎ (dot to dots)
- Country Road カントリーロード
- Crossword クロスワードパズル
  - Cipher crossword ナンクロ
- Edel エデル (Paint by Numbers, Nonogram, Griddler)
- Fillomino フィルオミノ (Allied Occupation)
- Gokigen Naname ごきげんななめ
- Goishi Hiroi 碁石ひろい (Go Stones)
- Hashiwokakero 橋をかけろ (Bridges)
- Heyawake へやわけ
- Hitori ひとりにしてくれ
- Hotaru Beam ホタルビーム
- Inshi no heya 因子の部屋
- Kakuro カックロ (Cross Sums, Kakro)
- Keisuke ケイスケ
- Kin-Kon-Kan キンコンカン
- Kuromasu 黒マスはどこだ
- Light Up 美術館
- LITS
- Masyu ましゅ
- Maze 迷路
  - Picture maze 浮き出し迷路
- Mochikoro モチコロ
- Number Link ナンバーリンク
- Nurikabe ぬりかべ (Cell Structure)
- Reflect Link リフレクトリンク
- Ripple Effect 波及効果
- Shakashaka シャカシャカ
- Shikaku 四角に切れ (Divide by Squares)
- Slitherlink スリザーリンク (Fences)
- Stained Glass ステンドグラス
- Sudoku 数独 (Number Place, Nine Numbers)
- Tatamibari タタミバリ
- Tatebo-Yokobo タテボーヨコボー
- Tentai Show 天体ショー (Galaxies)
- Tile Paint タイルペイント
- Verbal arithmetic ふくめん算 (Alphametics, Cryptarithm)
- Word search シークワーズ (Word seek)
- Yajilin ヤジリン (Arrow Ring)
- Yajisan-Kazusan やじさんかずさん